# Huahine
Huahine (il nome Huahine è una variazione della parola tahitiana "vahine" (donna), e si riferisce presumibilmente a una cresta montuosa che ricorda la sagoma di una donna incinta, un simbolo dell'inconfutabile fertilità dell'isola). In passato l'isola era nota come Matairea. L'isola fa parte dell'arcipelago delle Isole della Società, precisamente nel gruppo delle Isole Sottovento, nell'Oceano Pacifico. Amministrativamente è ricompresa nella Collettività d'Oltremare della Polinesia Francese e costituisce l'omonimo comune (capoluogo Fare) del dipartimento d'Oltremare delle Isole Sottovento.

## Geografia

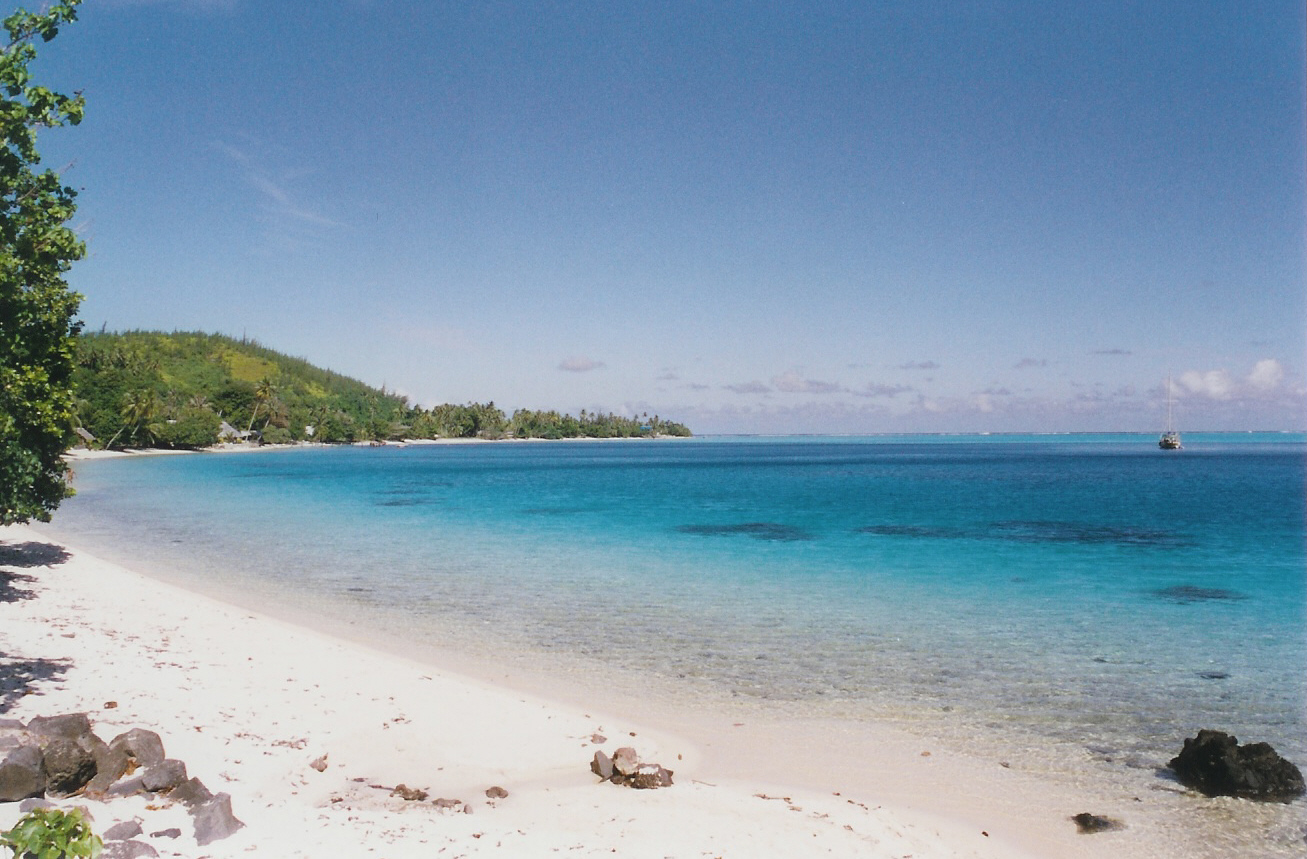
La spiaggia lungo la baia di Auea, a Huahine Iti

Huahine consiste, per la precisione, di due isole molto ravvicinate: Huahine Nui ("Grande Huahine") a nord e Huahine Iti ("Piccola Huahine") a sud. Le due isole sono però considerate tradizionalmente come una sola, in quanto separate da uno strettissimo braccio di mare (baia Maroe) di poche decine di metri di larghezza: addirittura nella parte orientale, durante la bassa marea, l'acqua si ritira, lasciando una striscia di sabbia a unire Huahine Nui e Huahine Iti. Nello stesso punto le due isole sono oggi collegate permanentemente da un ponte.
Secondo una leggenda locale, le due isole furono separate dalla piroga del dio Hiro, che cercava riparo da una tempesta.
Nell'isola settentrionale si trova un lago di acqua salmastra, chiamato Fauna Nui (o Maeva), esteso circa 3,75 km². Nella stessa Huahine Nui si trova la vetta più alta di Huahine, il monte Turi (669 m). L'isola meridionale ospita invece un piccolo vulcano, il Pohue Rahi, alto 460 m.
Come gran parte delle isole polinesiane, Huahine è circondata da una barriera corallina. Nella parte occidentale su di essa affiorano dei motu, ovvero delle lingue di sabbia.

## Flora e fauna
L'isola è ricoperta da una lussureggiante vegetazione, composta in buona parte da palme da cocco. Vi si trovano inoltre due importanti giardini botanici: l'Ariiura Garden Paradise, ospitante le tradizionali piante medicinali della Polinesia, e l'Eden Parc, ove sono coltivati alberi da frutto provenienti dal resto del mondo.
La fauna è particolarmente ricca di pesci e uccelli. Tra questi ultimi figurava una specie estintasi da secoli, lo storno di Huahine (Aplonis diluvialis), i cui fossili rinvenuti sull'isola ne datano la scomparsa a circa 7 secoli fa (per quanto il naturalista tedesco Georg Forster abbia, nel XVIII secolo, raffigurato un uccello nell'isola di Raiatea molto simile all'animale in questione).

## Economia
Come gran parte delle isole polinesiane, Huahine fonda la propria economia essenzialmente sulla pesca e sul turismo.
Grazie alla lussureggiante foresta di palme da cocco, un'attività molto importante per l'economia locale è anche la produzione della copra. Inoltre a Huahine si coltiva la vaniglia (della specie della vanilla tahitiensis).

## Storia

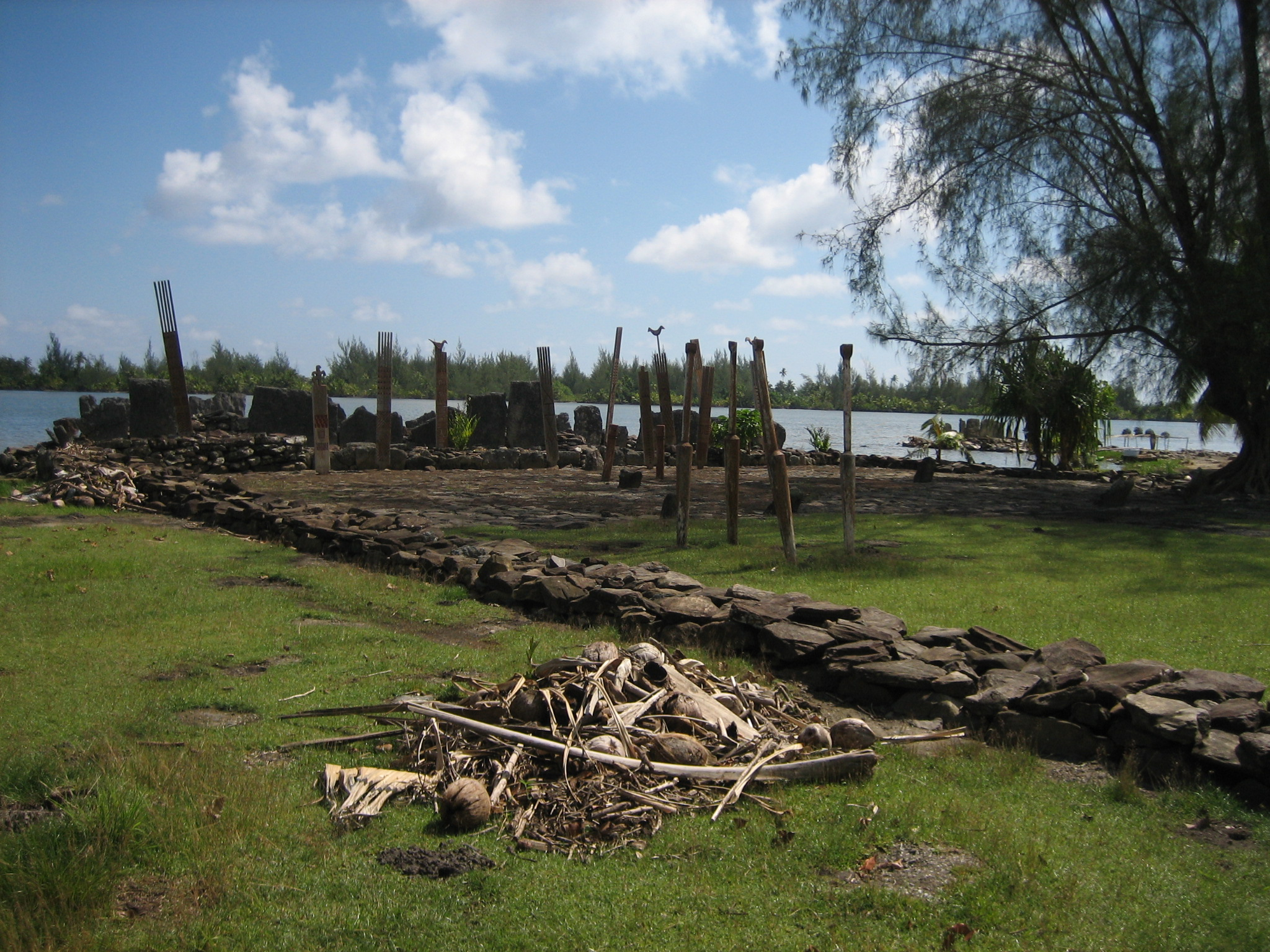
Marae a Maeva

Bandiera dell'antico regno di Huahine (1847-1895)

La presenza umana a Huahine ha luogo sin da epoche remote, come testimoniato dai numerosissimi marae presenti sull'isola. Gli archeologi stimano che l'antico popolo tahitiano dei Ma'hoi abbia colonizzato Huahine almeno dal IX secolo dopo Cristo.
Gli europei giunsero per la prima volta sull'isola nel 1769 con James Cook, che ribattezzò l'isola (chiamata all'epoca dai nativi Matairea) "Hermosa" (in spagnolo "bella"). Gli abitanti, tuttavia, non si rassegnarono mai all'idea di venire colonizzati e nel 1847 l'isola si proclamò Stato indipendente con il nome di Regno di Huahine. Solo nel 1895 i francesi riuscirono ad imporsi, deponendo l'ultima regina Te-ha'apapa III.

## Sport
A livello sportivo, Huahine è, insieme alle vicine Bora Bora, Tahaa e Raiatea, una delle quattro isole tra le quali si svolge l'Hawaiki Nui Va'a, competizione internazionale di canoe polinesiane (va'a).